# Parafia św. Mikołaja w Żarnowie
Parafia św. Mikołaja w Żarnowie – jedna z 10 parafii rzymskokatolickiej dekanatu żarnowskiego diecezji radomskiej.

## Historia
Żarnów stanowił wczesnośredniowieczny gród kasztelański wymieniony w falsyfikacie mogilneńskim z 1065 i w bulli z 1136. Miasto lokował w 1415 na prawie magdeburskim Władysław Jagiełło. W XVII w. miasto podupadło, a w 1876 utraciło prawa miejskie. Pierwotny kościół pw. św. Mikołaja był wzmiankowany w 1191, z fundacji prawdopodobnie komesa Piotra Dunina ze Skrzynna i przynależał do systemu obronnego grodu. Parafia należy do najstarszych w Polsce powstała ok. 1191. Stanowiła ona uposażenie kantora kolegiaty sandomierskiej. Kościół był rozbudowany w 1510 przez dodanie prezbiterium. Po pożarze w 1893 został przekształcony według projektu arch. Stefana Szyllera z Warszawy w latach 1903–1914 staraniem ks. Jana Wencla i ks. Stanisława Raszkowskiego oraz w latach dwudziestych XX w. staraniem ks. Józefa Mączyńskiego i ks. Mariana Bijasiewicza. Kościół jest w stylu romańskim, jest orientowany, jednonawowy, wzniesiony z ciosów miejscowego piaskowca.

## Terytorium
Do parafii należą: Bronów, Budków, Grębenice, Łysa Góra, Myślibórz, Nadole, Niemojowice, Nowa Góra, Myślibórz, Paszkowice, Pilichowice, Poraj, Sielec, Solec, Topolice, Trojanowice, Żarnów.

## Proboszczowie
- 1937–1948 – ks. Henryk Kasprzycki
- 1948–1952 – ks. Jan Koziński
- 1952–1959 – ks. Władysław Zdąblasz
- 1959–1960 – ks. Jan Zych
- 1960–1966 – ks. Bronisław Godzisz
- 1966–1986 – ks. Feliks Stradomski
- 1986–2010 – ks. prał. Jan Kruk
- 2010–2016 – ks. kan. Jan Dereń
- od 2016 – ks. kan. Grzegorz Zbroszczyk